# Laurean Wagner
Laurean Wagner (* 1990 in Pirmasens) ist ein deutscher Schauspieler.

## Leben
Laurean Wagner wuchs zweisprachig (Deutsch/Englisch) in Deutschland (mit Stationen in Rheinland-Pfalz, Baden-Württemberg und Hamburg), Frankreich (Paris) und England (London) auf.
Nach einem zunächst angefangenen Psychologiestudium in London entschied er sich für eine Schauspielausbildung, die er von 2011 bis 2013 am „Drama Centre London“ absolvierte. Später besuchte er in verschiedene Workshops und Coachings für Film- und Synchrondarsteller, u. a. bei Teresa Harder und am Institut für Schauspiel, Film- und Fernsehberufe (ISFF).
Nach seiner Schauspielausbildung ging er nach Berlin und erhielt erste Theaterengagements, zunächst am Deutschen Theater und 2014 dann an der Schaubühne Berlin. Anschließend wirkte er in Berlin in verschiedenen freien Theaterproduktionen (Hebbel am Ufer, Greenhouse Berlin, Ballhaus Ost) mit. Ab 2014 arbeitete er mit dem Regisseur Falk Richter und dem Choreographen Nir De Volff bei verschiedenen Theaterprojekten mit Tanz zusammen, in denen er am Schauspielhaus Wien und bei Gastspielen am Maxim Gorki Theater, in Lissabon und Liège auftrat.
In der Spielzeit 2016/17 gastierte er am Theater Oberhausen in der Produktion Deportation Cast unter der Regie von Christopher-Fares Köhler. 2018 trat er an der Volksbühne Berlin in der Uraufführung von Liberté unter der Regie von Albert Serra (an der Seite von Ingrid Caven, Anne Tismer und Helmut Berger) und am Berliner Ensemble auf.
Neben seiner Theaterarbeit steht Wagner seit 2011 regelmäßig auch für Kino- und TV-Produktionen vor der Kamera, wo er mit kleinen Rollen in internationalen Produktionen begann. Für das Kino drehte er u. a. mit Tomas Alfredson, Christopher Nolan, Martin Hawie, David Wnendt,  Robert Schwentke und Heinz Emigholz. TV-Rollen hatte er u. a. in den Krimiserien SOKO Wismar (2015, als Privatsekretär eines reichen Mäzens) und Großstadtrevier (2018, als Tatverdächtiger an der Seite von Aleksandar Tesla und Saskia Fischer).
Laurean Wagner lebt in Berlin.

## Filmografie (Auswahl)
- 2011: Dame, König, As, Spion (Kinofilm)
- 2012: The Dark Knight Rises (Kinofilm)
- 2013: For Those Whose God Is Dead (Kinofilm)
- 2015: Toro (Kinofilm)
- 2015: Er ist wieder da (Kinofilm)
- 2015–2016: Ecke Weserstraße (Webserie, Serienrolle)
- 2016: SOKO Wismar: Der Dicke (Fernsehserie, eine Folge)
- 2017: Bruma (Kinofilm)
- 2017: Der Hauptmann (Kinofilm)
- 2018: Großstadtrevier: Drah di ned um (Fernsehserie, eine Folge)
- 2020: Die letzte Stadt (Kinofilm)
- 2024: Gute Zeiten, schlechte Zeiten (Fernsehserie)